# Barenthal
 (15 octobre 2021).
Barenthal Orfévrerie est fondée en 1947 par Eugène Schaal, passionné par l'acier. Il consacre sa vie à la mise au point des maquettes et à la réalisation des outillages de frappe et de découpe pour la fabrication de couverts haut de gamme en acier massif, puis en métal argenté.

## Historique
En 1947, Eugène Schall fonde la société SMS (Société Métallurgique de Sarrevailingue) et s'implante dans la ville du même nom, en Sarre, région française à l'époque.
Il se spécialise dans la fabrication de couverts pour l'hôtellerie-restauration. Cette nouvelle technologie rencontre un vif succès auprès du public, habitué jusque-là aux couverts en aluminium ou à l'argenterie.
En 1954, SMS emploie plus de 130 personnes et consacre près de 75 % de sa production à ce marché.
Le rattachement de la Sarre à l'Allemagne est décidé en 1957 et la même année, SMS ouvre une deuxième unité de production dans la petite cité de Baerenthal, en Moselle. L'ensemble de la production est transféré petit à petit sur le site de Bærenthal qui deviendra « SMS Société Métallurgique de Bærenthal ».
L'année 1986 est un nouveau tournant pour la société. La marque Barenthal est créée pour la distribution des modèles haut de gamme de la collection en acier massif 18/10 et en métal argenté. Elle intègre, dans son logo, l'ours, symbole du village de Bærenthal (Baerenthal signifie la vallée des ours).
En 1998, la marque est appréciée dans le monde entier. Barenthal est numéro 2 des fabricants français de couverts en acier massif, reconnu pour la qualité de ses collections, l'originalité et la créativité qui caractérisent sa marque, son savoir-faire, son attachement à la décoration sur acier massif dont il est le maître incontesté, la qualité de ses services.
Le site internet de la société n’est plus mis à jour depuis le courant de l’année 2002 et la société est placée en redressement judiciaire d'octobre 2002 à novembre 2003 : une procédure de reprise est alors engagée. En reprenant l'entreprise en novembre 2003, la direction de JH International (une holding sino-américaine) a promis aux salariés qu'il y aurait du travail pour au moins cinq ans.
Dix-sept mois plus tard, la production est arrêtée et 23 personnes sur les 39 que compte le site sont licenciées le 6 août 2005. Le 10 août, un camion vient chercher toutes les matrices du modèle " 2000 ", pour une destination inconnue, mais que beaucoup supposent être la Chine. Selon la direction, le chargement du camion n'était constitué que de produits semi finis. Or, depuis plusieurs mois déjà les salariés de l’entreprise appliquaient des étiquettes « Made in France » sur des produits fabriqués en Chine et poinçonnés « Barenthal France ». Les Douanes françaises ont infligé, en août 2005, une amende de 10 000 euros à Barenthal, qui avait indiqué une origine française sur des produits importés de Chine.
Le 11 août 2005, les salariés reçoivent un « protocole d’accord transactionnel » qui leur interdit de parler à la presse, d’organiser des « blocages », d’intenter des actions en justice, de s’associer à un syndicat…
Ce texte est " anormal " et comporte des " dispositions illégales qui touchent aux droits fondamentaux des personnes", a estimé, pour la préfecture de Moselle, M. Michel Bernard, sous-préfet de Metz-Campagne. « Les signataires ne sont pas tenus par les engagements illégaux qui conditionnent le versement d'indemnités supra-légales », a ajouté le haut fonctionnaire.

## Sources
- « Site d’entreprise » (archivé sur Internet Archive)
- « L’Humanité »(Archive.org • Wikiwix • Archive.is • Google • Que faire ?)
- « Tf1 News »(Archive.org • Wikiwix • Archive.is • Google • Que faire ?)
- « Libération »(Archive.org • Wikiwix • Archive.is • Google • Que faire ?)